# La Bête de guerre
Pour plus de détails, voir Fiche technique et Distribution.
La Bête de guerre (The Beast) est un film américain réalisé par Kevin Reynolds, sorti en 1988. Il s'agit de l'adaptation de la pièce de théâtre Nanawatai (en)  de William Mastrosimone. Le film suit l’équipage d’un char soviétique T-55 qui se perd lors de l’invasion soviétique pendant la guerre d'Afghanistan. Le film a bénéficié d’un statut de film culte malgré ses faibles performances au box-office.
Le film se déroule en 1981. Au cours de la première guerre d'Afghanistan opposant l'armée rouge de l'Union soviétique et les Moudjahiddins de la résistance afghane, un escadron de chars de combat T-55 attaque un village et massacre ses habitants. Sur le chemin du retour, l'équipage de l'un des blindés mené par un commandant tyrannique et paranoïaque s'égare dans le désert afghan. Il est pris en chasse par des Afghans équipés d'un lance-roquettes RPG-7 qui mettent tout en œuvre pour venger les civils tués lors du massacre perpétré par les forces soviétiques.

## Synopsis

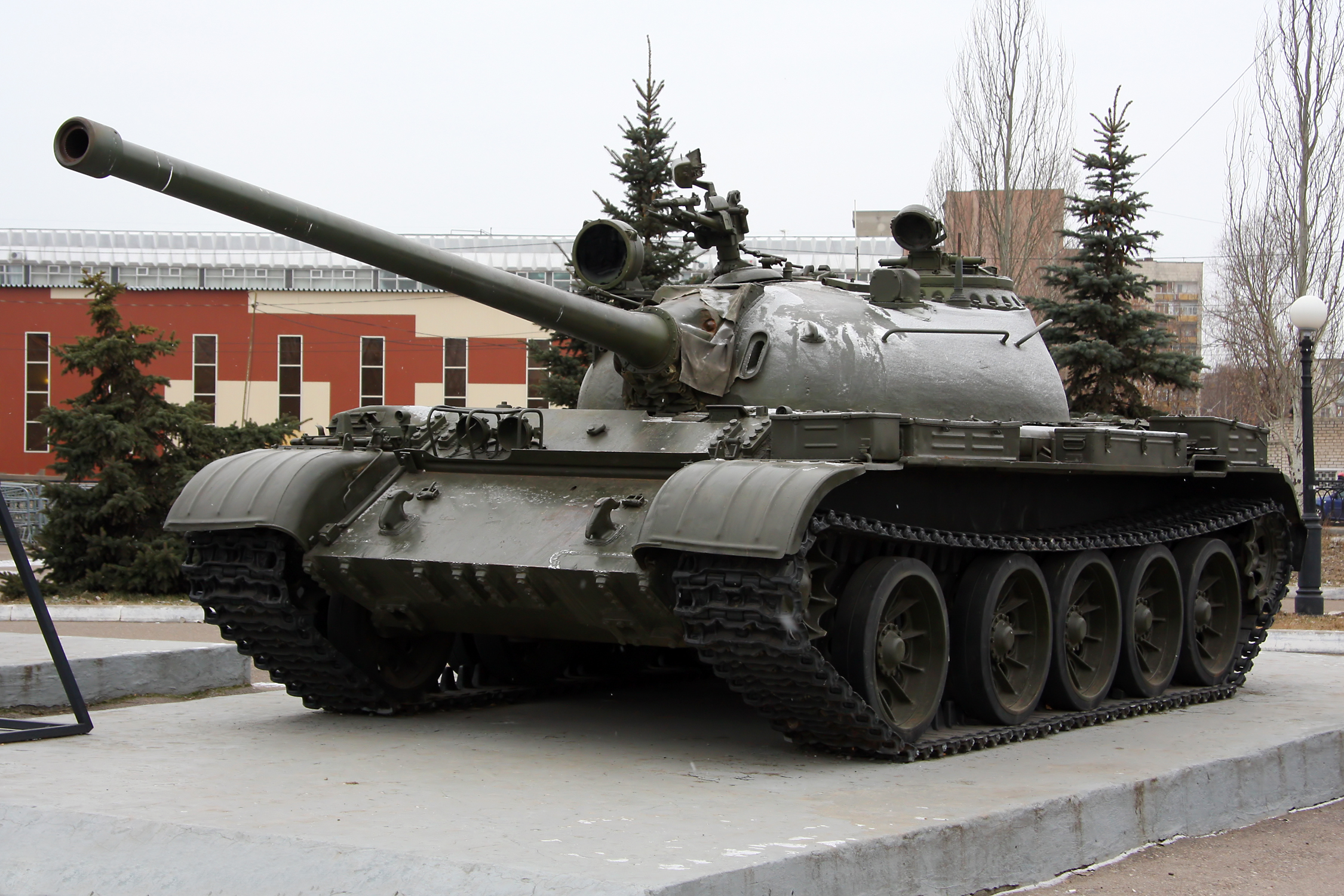
char T-55, semblable à celui utilisé dans le film.

Depuis 1979, l'URSS cherche à maintenir un gouvernement pro-communiste à la tête de l'Afghanistan. Pour arriver à ses fins, elle envoie l'Armée rouge se battre contre la résistance Moudjahiddins.
Le film débute en 1981 par l'attaque d'un village pachtoune par l'Armée rouge. Précédé d'un bombardement aérien, un escadron de chars de combat T-55 attaque le village et commence à massacrer ses habitants. On les voit pilonner les maisons, utiliser des gaz de combat et empoisonner les puits.
Après l’assaut, l’un des chars – commandé par le commandant impitoyable Daskal (George Dzundza) – prend une mauvaise direction et s'égare dans le désert afghan. Leur radio ayant été endommagée, ils sont incapables de retrouver leur route et tentent alors de retrouver la route de Kandahar pour rejoindre les lignes soviétiques.
Taj (Steven Bauer), l'un des Moudjahiddins, découvre alors le village détruit, son père tué et son frère mort, écrasé sous le char de Daskal. Son frère ayant obtenu le titre de khan (chef local), Taj hérite de ce titre. Il prend alors la décision de se venger et conduit une bande de moudjahidines à la poursuite du char de Daskal (qu’ils appellent « La Bête »), comptant sur leur lance-roquettes RPG-7 capturé, pour le détruire.
Alors que l'équipage du char décide de camper pour la nuit, Samad (Erick Avari), un communiste afghan membre de l'équipage, apprend au conducteur du char, Konstantin Koverchenko (Jason Patric), le principe du nanawatai. C'est une composante du code d’honneur du peuple pachtoune, le Pashtunwali, qui exige qu’un ennemi qui demande le refuge en prononçant ce mot, y ait droit.

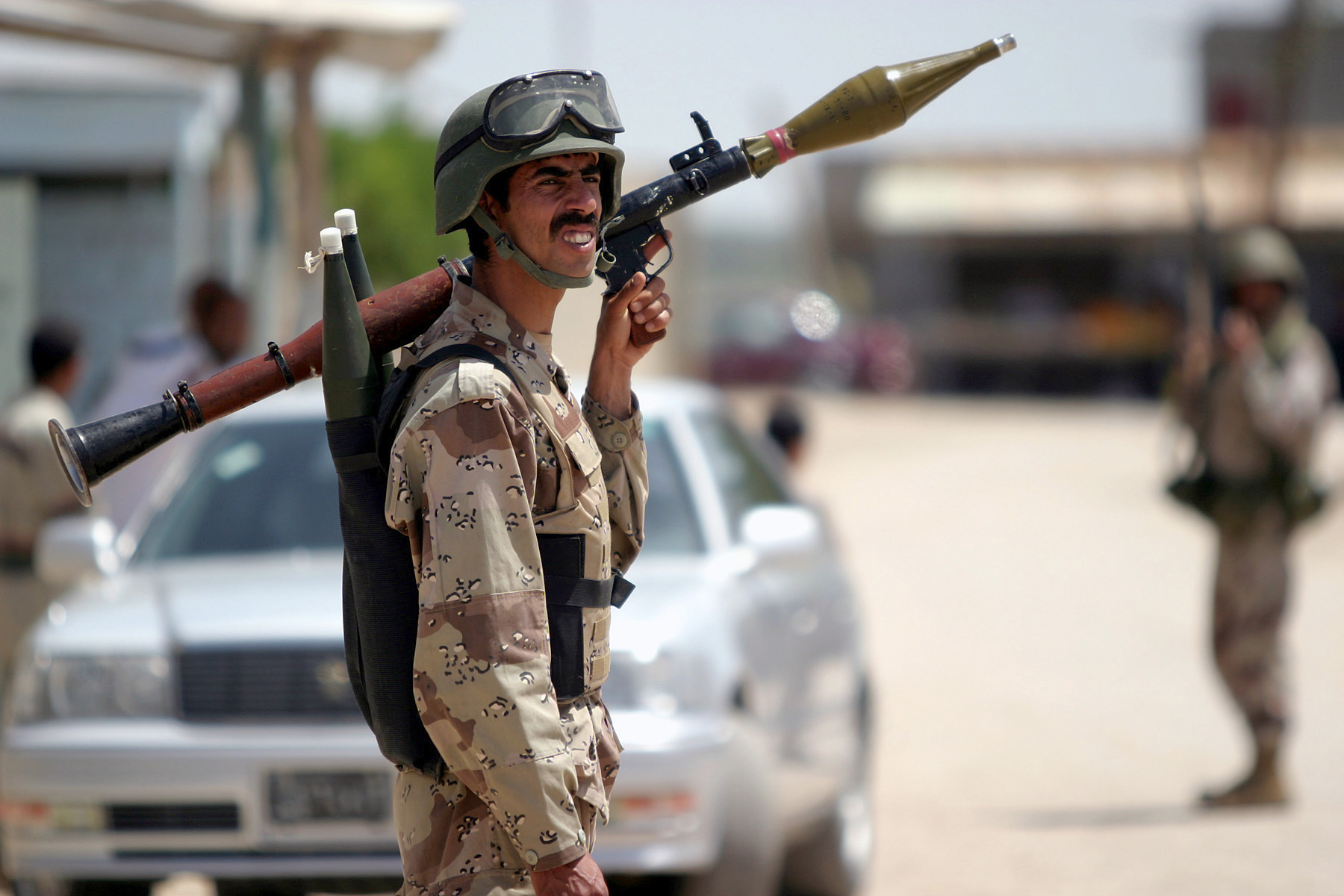
Membre des Forces armées irakienne, équipé d'un RPG-7.

En route, l’équipage subit plusieurs embuscades de la part des Moudjahiddins. Soupçonnant Samad d’être un traître, Daskal l’assassine devant le reste de l'équipage. Koverchenko menace alors de dénoncer Daskal pour homicide. Lors d’un bref arrêt, Koverchenko rapporte que leur char est en panne ; Daskal l’accuse de mutinerie et ordonne au mitrailleur Kaminski (Don Harvey) et au chargeur Golikov (Stephen Baldwin) de l’attacher à un rocher et de le laisser avec une grenade derrière la tête. L'idée étant de se servir de lui comme piège pour les moudjahidines. Des chiens sauvages finissent par attaquer Koverchenko, mais il est sauvé par la grenade qui roule sur le rocher et explose, effrayant les chiens qui s'enfuient. Le groupe de Taj capture Koverchenko, qui demande le nanawatai. Les moudjahidines le lui accordent.
Koverchenko se lie d’amitié avec Taj et décide alors de changer de camp, de réparer le RPG-7 cassé du groupe, et de les aider à détruire le char.
Pendant ce temps, l’équipage restant du char poursuit sa route, jusqu’à ce qu’un hélicoptère soviétique apparaisse et propose de les sauver. Daskal refuse l’offre, fait ravitailler le réservoir et ordonne à l’équipage de retourner dans le char. Il souhaite retourner vers le col de montagne où ils sont entrés, ce qui, selon le pilote de l’hélicoptère, est la seule issue. L’équipage décide alors d'attendre le jour suivant pour partir. Le lendemain, ils trouvent l’équipage de l’hélicoptère mort, après que ses membres aient bu de l'eau à un point d’eau que d'autres tankistes avaient empoisonné plus tôt avec du cyanure.
Les moudjahidines et Koverchenko continuent à poursuivre le char à travers le col. Après une poursuite tendue, Koverchenko tire avec le RPG, endommageant seulement le canon principal du char. Au moment où le char est sur le point de s’échapper, les femmes du village, armées d’explosifs, font sauter la falaise, immobilisant le char sous les rochers. Koverchenko met le feu au réservoir de carburant, forçant l’équipage à sortir. Koverchenko plaidant alors nanawatai en leur nom, ce que Taj accepte à contrecœur. Koverchenko confronte Daskal sur sa brutalité, et désire qu’il vive pour voir les Soviétiques perdre la guerre.
Kaminski et Golikov s’enfuient à pied. Daskal, quant à lui, est pourchassé par les femmes du village et est finalement assassiné, les femmes ramenant alors à Taj son uniforme ensanglanté comme trophée. Horrifié, Koverchenko fait signe à un hélicoptère soviétique qui arrive, pour qu'il puisse le secourir. Alors qu’il est hissé à bord de l'hélicoptère avec un harnais, Koverchenko salue Taj, brandissant le mousquet de jezail que Taj venait de lui offrir. Le film se termine avec Koverchenko s’envolant avec l’hélicoptère survolant le paysage afghan.

## Fiche technique
Sauf indication contraire, les informations mentionnées dans cette section peuvent être confirmées par la base de données cinématographiques IMDb,  présente dans la section « Liens externes ».
- Titre francophone : La Bête de guerre
- Titre original : The Beast
- Réalisation : Kevin Reynolds
- Scénario : William Mastrosimone, d'après sa propre pièce de théâtre Nanawatai
- Musique : Mark Isham
- Photographie : Douglas Milsome (en)
- Montage : Peter Boyle
- Casting : Ilene Starger
- Création des décors : Kuli Sander
- Décorateur : Shimon Allon et Doron Efrat
- Direction artistique : Richard D. James
- Costumes : Rochelle Zaltzman
- Maquillage : Peter Frampton (en) et Zivit Yakir
- Coiffure : Zvia Grego
- Production : John Fiedler
  - Producteur associé : Christopher Dalton
  - Producteurs délégués : Gil Friesen (en) et Dale Pollock (en)
- Sociétés de production : A&M Films et Brightstar Films
- Société de distribution : Columbia Pictures (États-Unis)
- Pays de production :  États-Unis
- Langues originales : anglais, pachto
- Genre : Film de guerre
- Durée : 111 minutes
- Dates de sortie :
  - France : 7 septembre 1988
  - États-Unis : 16 septembre 1988 (New York)

## Distribution

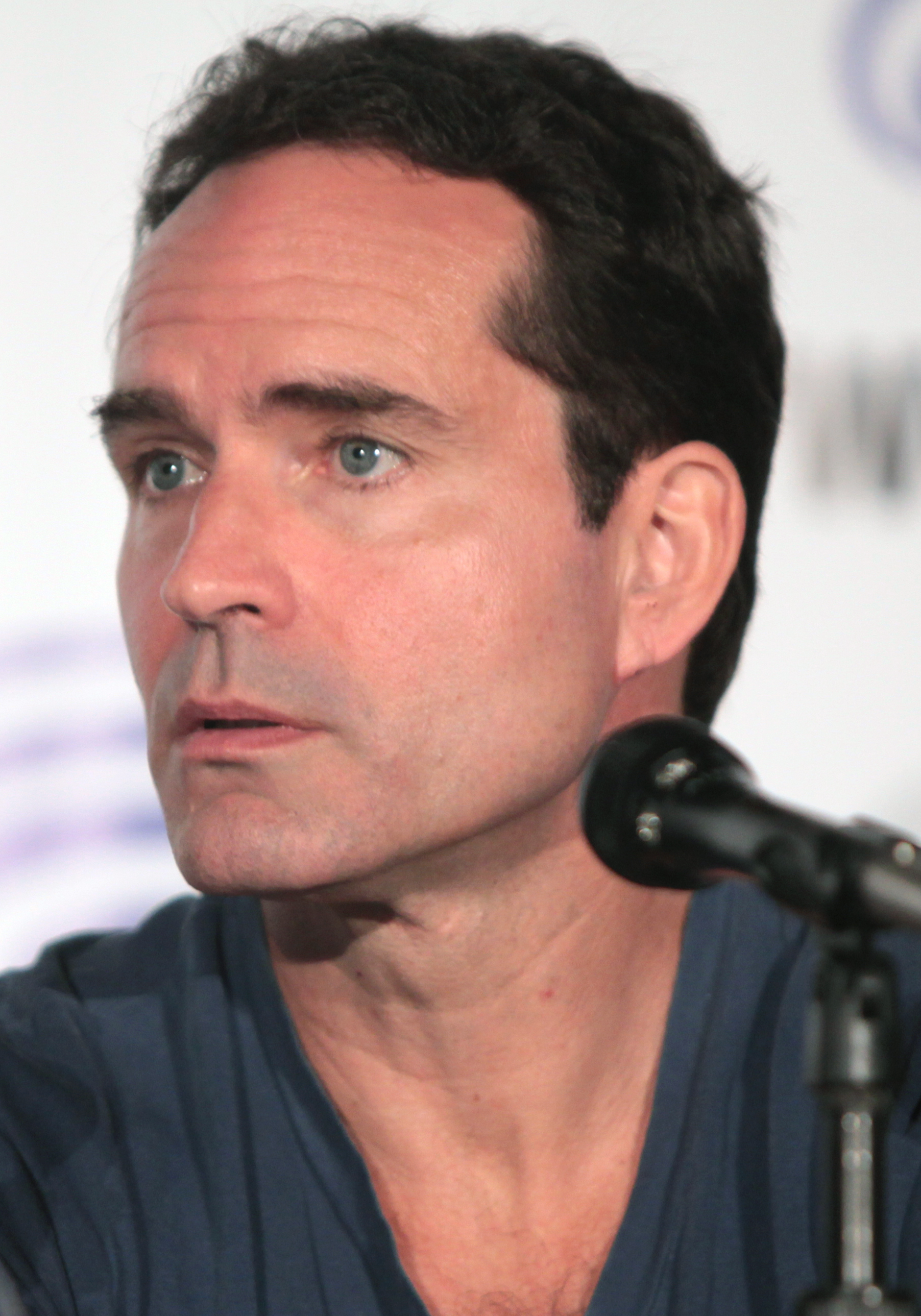
Jason Patric

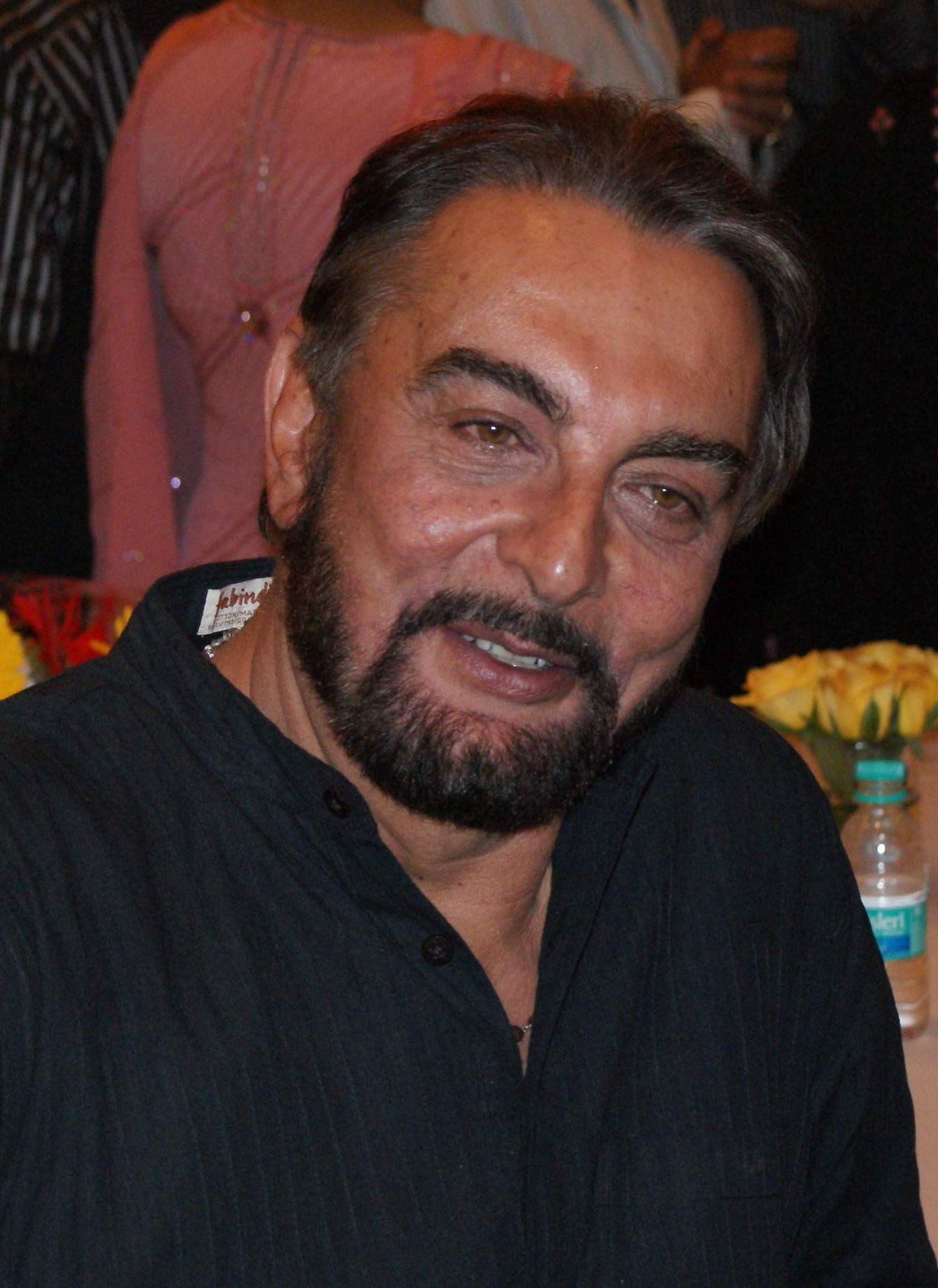
Kabir Bedi

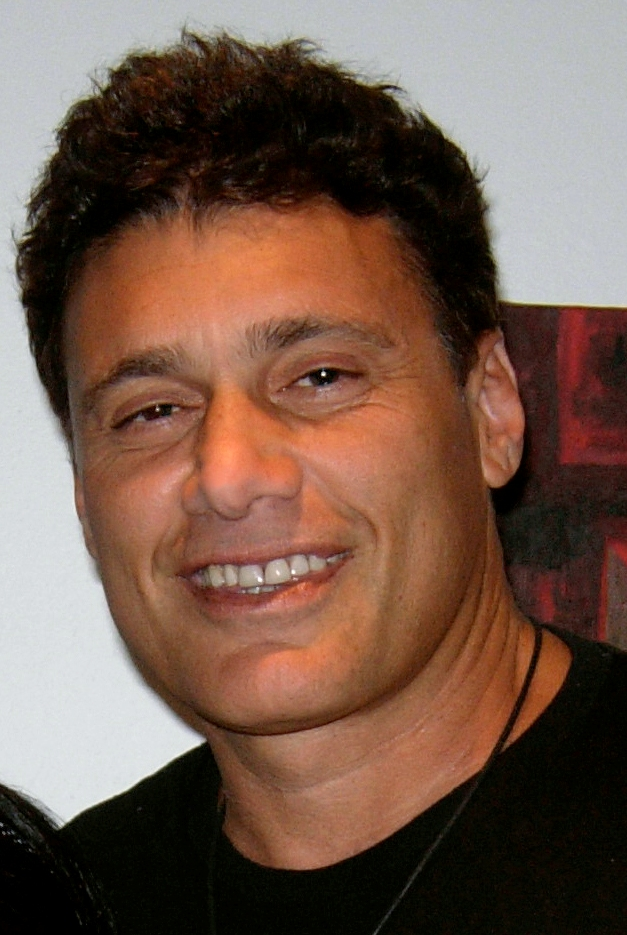
Steven Bauer

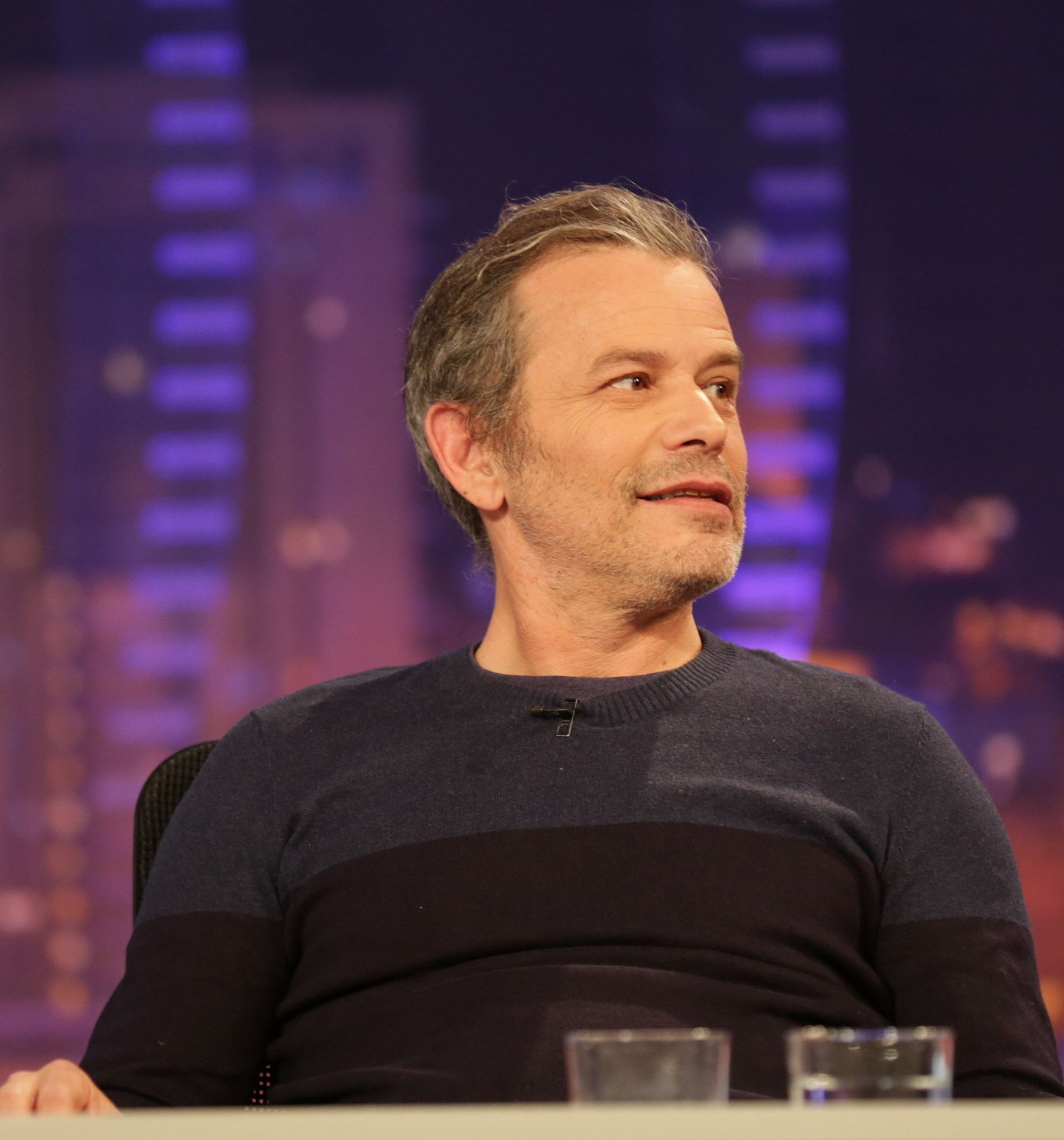
Rami Heuberger

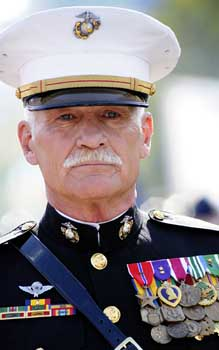
Dale Dye

- George Dzundza (VF : Serge Sauvion) : Daskal
- Jason Patric (VF : Michel Vigné) : Konstantin Koverchenko
- Steven Bauer : Taj
- Stephen Baldwin : Anthony Golikov
- Donald Patrick Harvey (VF : Jacques Richard) : Kaminski
- Kabir Bedi : Akbar
- Erick Avari (VF : Mostéfa Stiti) : Samad
- Chaim Jeraffi : Moustafa
- Shoshi Marciano : Sherina
- Itzhak Bbi Neeman : Iskandar
- David Sherrill (VF : Éric Etcheverry) : Kovolov, pilote de l'hélicoptère
- Moshe Vapnik : Hasan
- Claude Aviram : Sadioue
- Victor Ken : Ali
- Avi Keedar : Noor
- Osnat Mor : jeune fille
- Rami Heuberger : copilote de l'hélicoptère
- Avi Gil-Or : Khahzaman
- Roberto Pollack : Shahzaman
- Beni Baruchin : Afzal
- Dale Dye : mitrailleur de l'hélicoptère (non crédité)

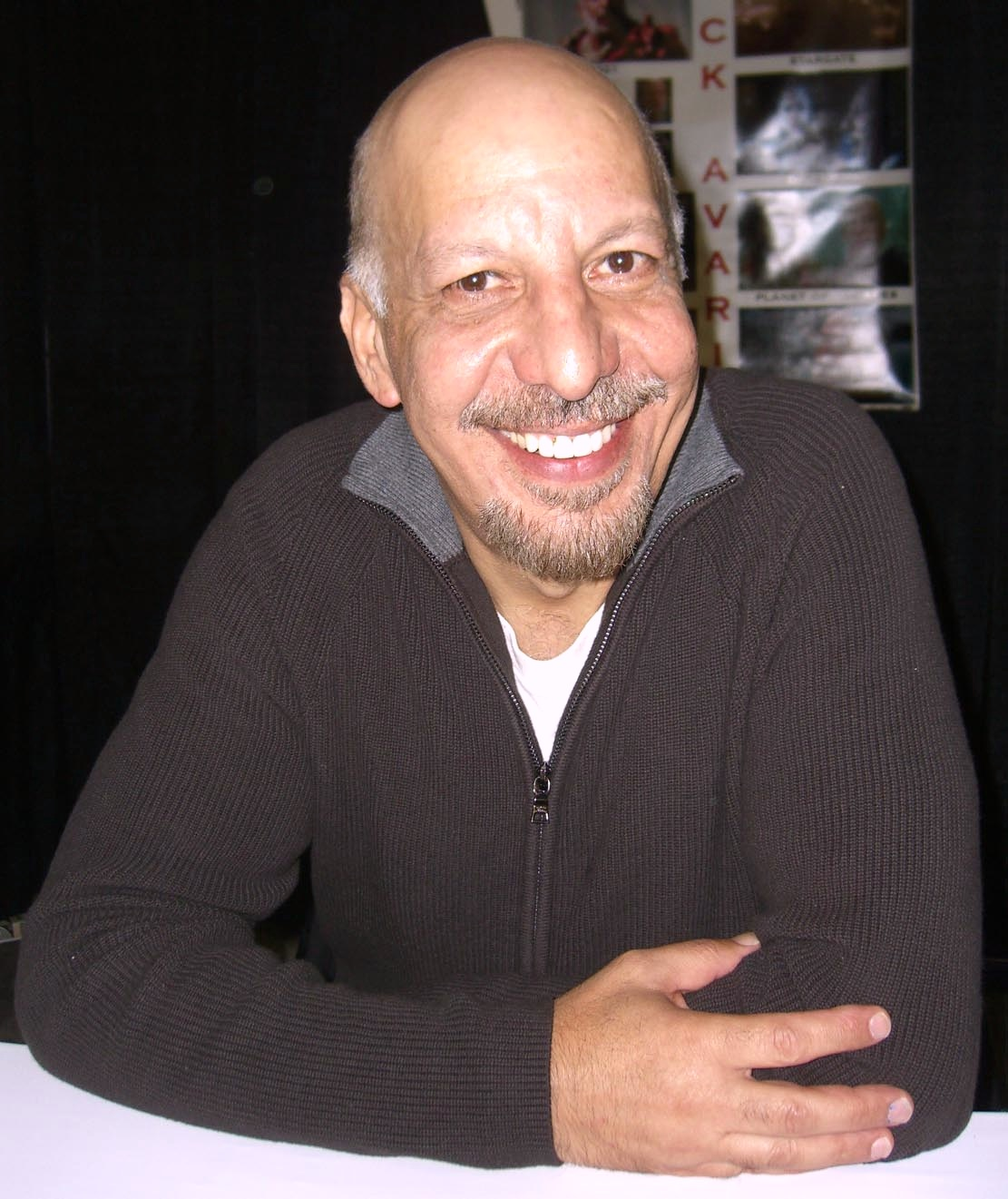
Erick Avari

## Production
Le film a été tourné en Israël. Plusieurs véritables chars T-55 ont été utilisés pour le film. Il s'agit de chars capturé par les Israéliens sur les armées arabes. Ils sont désignés comme des Ti-67 et ont reçus plusieurs modifications : canon principal de 105 mm à la place du canon original de 100 mm. De ce fait ils ressemblent beaucoup à des T-62. Beaucoup de ces chars convertis ont été utilisées par les Israéliens pendant la guerre du Kippour en 1973.
L’hélicoptère utilisé dans le film n’était pas un Mi-8 soviétique, mais un Aerospatiale SA.321 Super Frelon français.
Le conseiller militaire du film, Dale Dye, (qui a officié comme consultant sur le film) a écrit qu’il avait négocié l’achat des chars autour d’un verre avec des officiers des Forces de défense israéliennes dans un hôtel de Tel Aviv.
La langue parlée par les personnages afghans est le pachtoune. Le dialogue pachto est sous-titré mais certaines projections télévisées ont omis les sous-titres.

## Accueil
Sur l'agrégateur américain Rotten Tomatoes, il récolte 84% d'opinions favorables de la part du public.
En mai 2020, le site français Allociné l'intègre dans un article intitulé Platoon, Croix de fer... Les 10 films de guerre qu'il faut avoir vus dans sa vie.

## Distinction
Le film reçoit le prix du meilleur film du Festival international du film de Cleveland 1988.